# Mulazzo
Mulazzo is een gemeente in de Italiaanse provincie Massa-Carrara (regio Toscane) en telt 2570 inwoners (31-12-2004). De oppervlakte bedraagt 62,6 km², de bevolkingsdichtheid is 41 inwoners per km².

## Demografie
Mulazzo telt ongeveer 1226 huishoudens. Het aantal inwoners daalde in de periode 1991-2001 met 2,5% volgens cijfers uit de tienjaarlijkse volkstellingen van ISTAT.
| Jaar | Inwoneraantal |
| ---- | ------------- |
| 1991 | 2632          |
| 2001 | 2565          |

## Geografie
De gemeente ligt op ongeveer 351 m boven zeeniveau.
Mulazzo grenst aan de volgende gemeenten: Calice al Cornoviglio (SP), Filattiera, Pontremoli, Rocchetta di Vara (SP), Tresana, Villafranca in Lunigiana, Zeri.

## Geboren
- Nello Lauredi (1924-2001), wielrenner

Aulla · Bagnone · Carrara · Casola in Lunigiana · Comano · Filattiera · Fivizzano · Fosdinovo · Licciana Nardi · Massa · Montignoso · Mulazzo · Podenzana · Pontremoli · Tresana · Villafranca in Lunigiana · Zeri
1. ↑  https://demo.istat.it/?l=it.